# Cent Chevaux
Cent Chevaux (chinois traditionnel : 圖成百駿 ; chinois simplifié : 图成百骏 ; pinyin : tú chéng bǎi jùn, également 百駿圖 / 百骏图) est une peinture sur soie à l'encre sur rouleau horizontal, réalisée par le missionnaire jésuite milanais Giuseppe Castiglione (qui a pris le nom de Lang Shinin) durant son séjour à la cour chinoise, en 1728. Représentant un grand nombre de chevaux nus dans un paysage calme, elle est conservée au Musée national du Palais, à Taïwan.

## Contexte
Cette peinture est une commande de la cour impériale des Qing, les chevaux formant l'un de leurs thèmes artistiques favoris. À l'époque, Castiglione commence sa carrière de peintre pour la cour impériale chinoise, et doit affermir sa position. Il peint cette œuvre en 1728, sous le règne de l'empereur Yongzheng.

## Description
La peinture mesure 94,5 cm de haut pour 7,76 mètres de long, soit un format habituel pour son époque. Elle représente un grand nombre de chevaux aux postures variées, dans des paysages de rivières délimités à l'horizon par des montagnes, de façon ininterrompue,.
圖成百駿 est peint entièrement en perspective, suivant la manière européenne de traiter l'espace ; cette technique était alors partiellement inconnue en Chine, aussi cette peinture diffère des œuvres chinoises de la même époque. Les proportions sont homogènes, et l'artiste fait appel à des jeux d'ombre et des clair-obscur, vraisemblablement inspirés par l'imagerie théâtrale européenne. Il emploie de multiples lignes de fuites. Cette réalisation représente certainement une prouesse pour Castiglione, car la peinture sur un rouleau horizontal d'une telle longueur ne lui est pas familière.

Le rouleau en entier

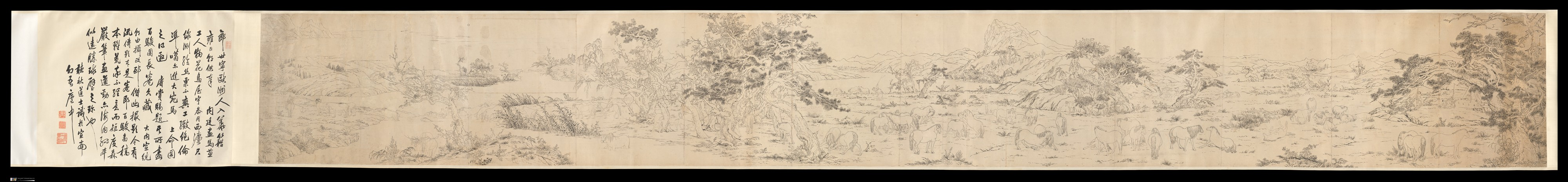
Dessin préparatoire

Les troncs des arbres sont peints de manière réaliste.

## Parcours de la peinture
L'œuvre est conservée au musée national du Palais à Taïwan. Elle est considérée comme l'un des meilleurs travaux de Castiglione, et comme l'une de ses deux plus célèbres peintures, avec L'Empereur Qianlong en armure cérémonielle et à cheval.